# Agnolo Bronzino

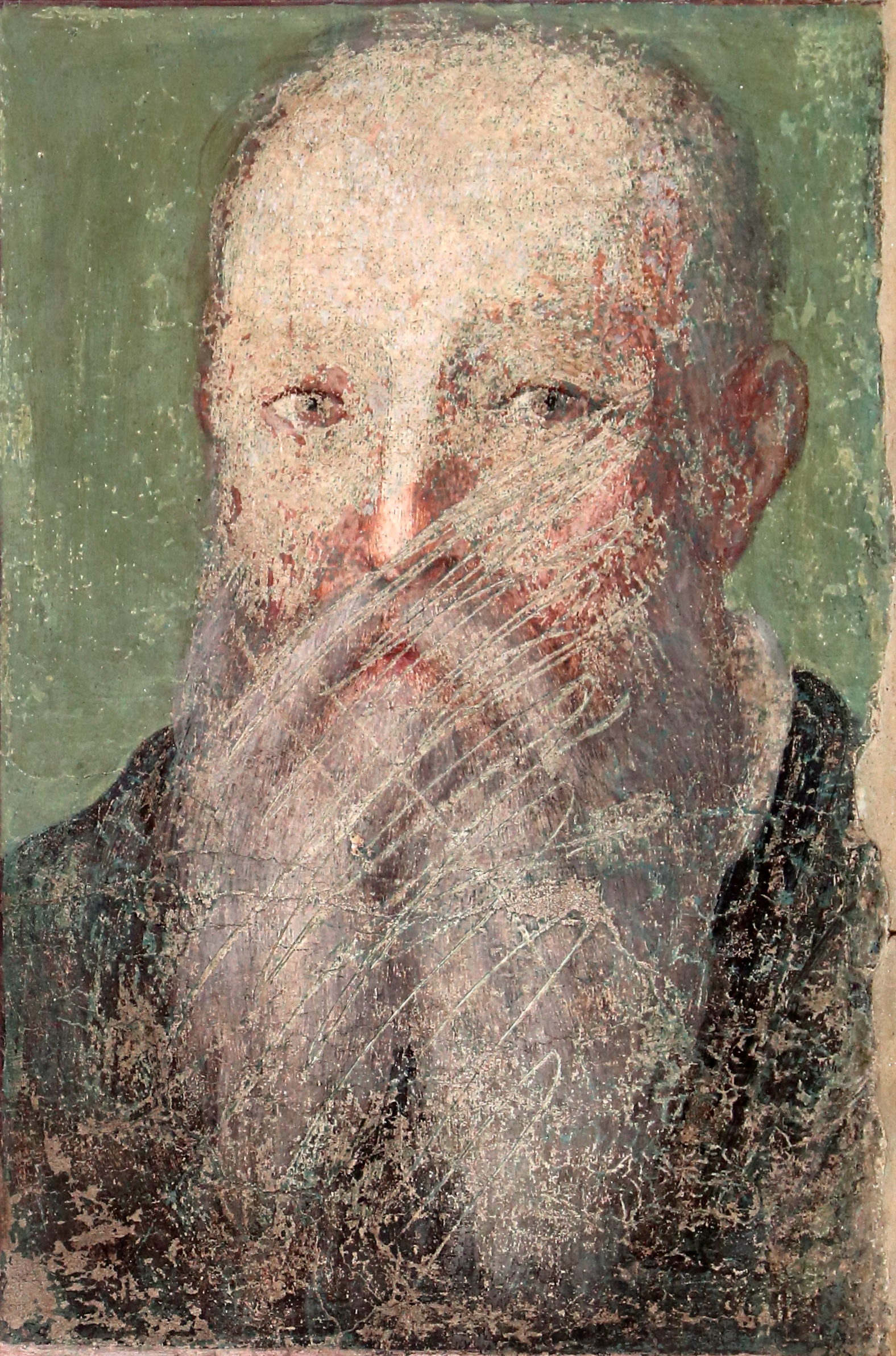
Porträt Bronzinos gemalt von Alessandro Allori (Detail, um 1567 bis 1571)

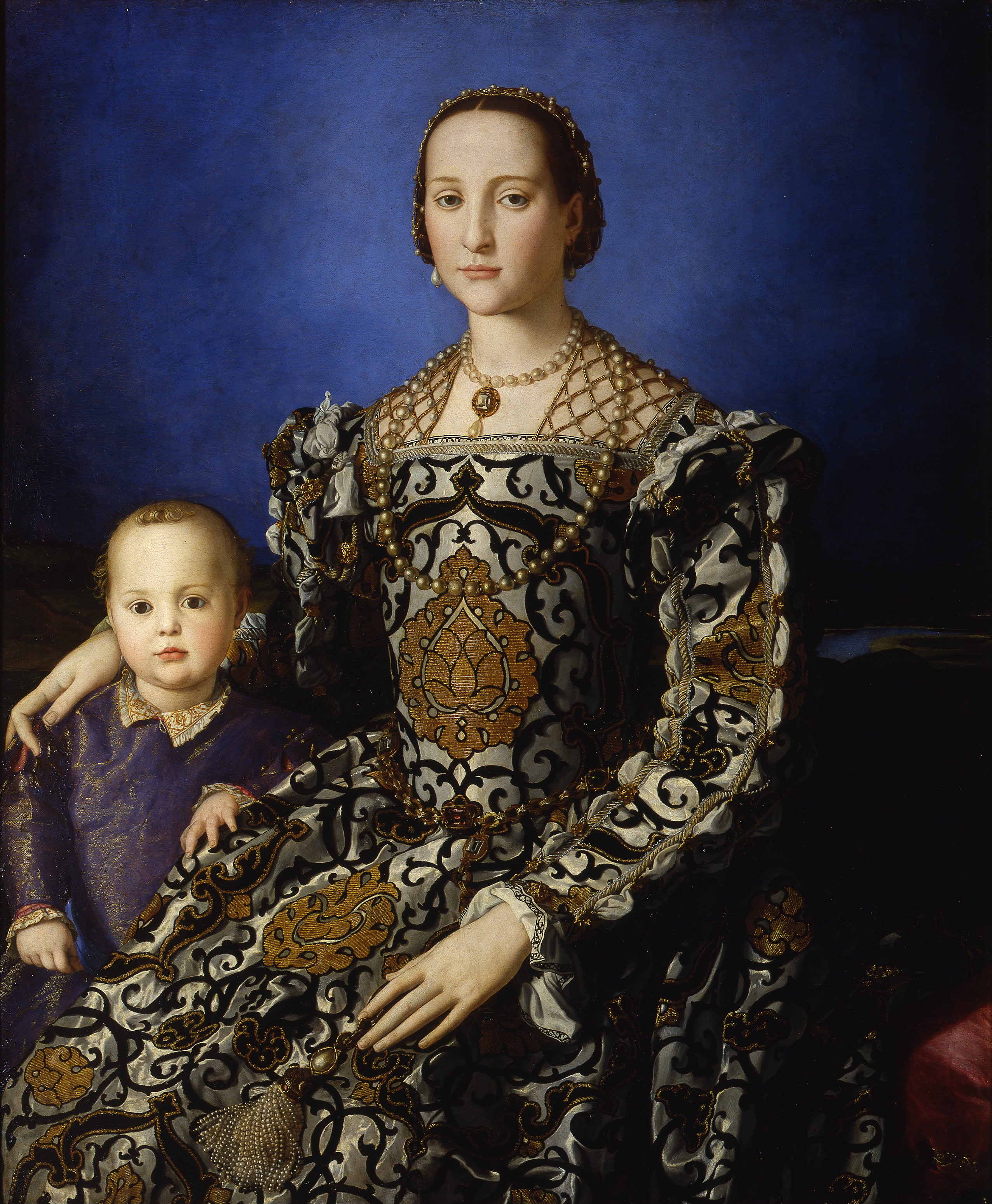
Eleonora von Toledo und ihr Sohn Giovanni

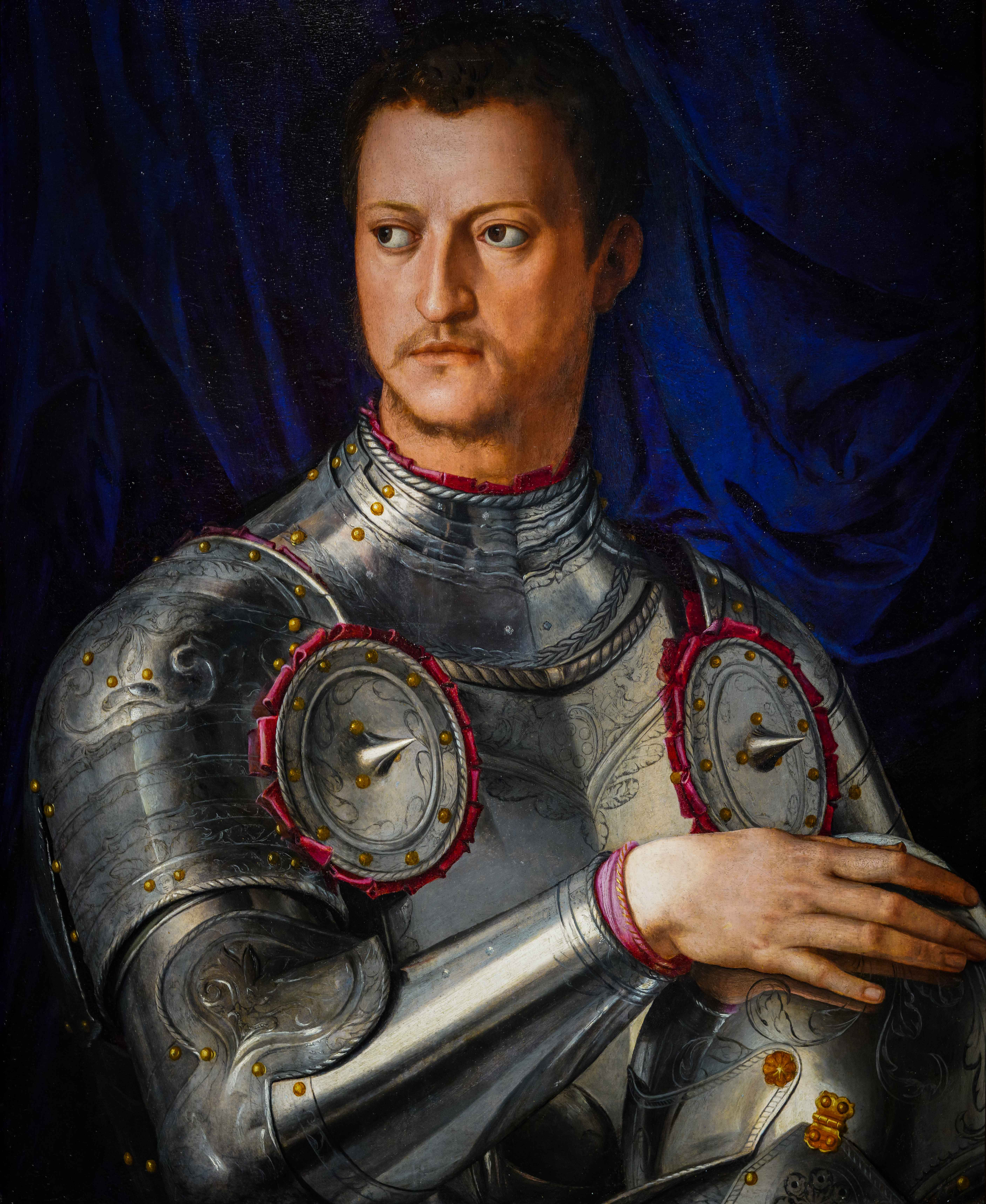
Porträt von Cosimo I. de’ Medici (1545)

Agnolo di Cosimo di Mariano, auch Agnolo Tori, genannt Bronzino, (* 17. November 1503 in Monticelli, einem heutigen Stadtteil von Florenz; † 23. November 1572 in Florenz) war ein italienischer Maler des Manierismus.
Bronzino war ein Maler von Fresken, Altarbildern, Andachtsbildern und allegorischen und mythologischen Szenen. Er zeichnete sich jedoch vor allem als hervorragender Porträtmaler aus. Wie im Falle Raffaels konnten seine Werke durch die neuen Möglichkeiten der Druckgraphik verbreitet werden.
Bronzino war ein sehr gebildeter und belesener Maler, der die Werke der großen humanistischen Autoren, wie zum Beispiel Dante,  Petrarca oder Pietro Bembo gut kannte. Er dichtete auch selbst.

## Leben und Werk

### Florenz und Pesaro
Agnolo Bronzino war Schüler von Raffaellino del Garbo und Jacopo Pontormo. Mit letzterem malte er zwischen 1522 und 1525 Fresken in der Kartause von Galluzzo bei Florenz, 1535 bis 1536 in der Villa Medici di Careggi und zwischen 1538 und 1543 in der Villa Medici di Castello. Die zwischen 1525 und 1535 entstandenen religiösen und mythologischen Bilder sind stark von der manieristischen Malweise seines Lehrmeisters beeinflusst. Teilweise haben beide an den gleichen Bildern gearbeitet und die jeweilige Zuschreibung ist daher häufig umstritten.
1530 arbeitete er für zwei Jahre am Hof des Herzogs von Urbino, Francesco Maria I. della Rovere. Er war an der Ausstattung der Villa Imperiale bei Pesaro mit allegorischen und mythologischen Fresken beteiligt. Für Guidobaldo II. della Rovere malte er ein Bild Apollo und Marsyas und 1532 dessen Porträt, ein Genre, in dem er später außerordentlich erfolgreich wurde.

### Hofmaler der Medici
Um 1533 ging Bronzino von Urbino nach Florenz an den Hof der Medici, wo er den Status eines Hofmalers erhielt. Er gehörte dort zu dem kleinen Kreis von Intellektuellen, Literaten und Künstlern, die der Herzog an sich gezogen hatte. 1537 wurde er Mitglied der Malergilde Sankt Lukas, und er trat der Florentiner Akademie bei. Während eines Aufenthalts von 1546 bis 1547 in Rom lernte er Werke Michelangelos kennen, die er sorgfältig studierte. Abgesehen von einem weiteren kurzen Aufenthalt in Pisa zwischen 1564 und 1565 verbrachte er sein ganzes weiteres Leben in Florenz. Eine seiner Aufgaben als Hofmaler war die Herstellung von Festdekorationen, z. B. für den feierlichen Einzug der Eleonora di Toledo in Florenz anlässlich ihrer Hochzeit im Jahre 1539 mit Cosimo I. de’ Medici. Diese und andere Fest- und Theaterdekorationen, die Bronzino für die Medici und andere aristokratische Familien hergestellt hat, sind nicht erhalten.
Im Palazzo Vecchio malte er die Kapelle der Eleonore von Toledo mit Szenen aus der Genesis und verschiedenen Heiligenbildern aus. Zwischen 1540 und 1555 stellte er Kartons für die Florentiner Gobelinwerkstätten her, darunter 16 Szenen aus der Josefsgeschichte des Alten Testaments, an denen auch Francesco Salviati beteiligt war. Seine Entwürfe wurden von den flämischen Teppichwebern Giovanni Rost und Nicholas Karcher ausgeführt. In der gleichen Zeit malte er neben Altarbildern für Florentiner Kirchen einige allegorische Bilder für den Herzog, das berühmteste darunter die Allegorie der Liebe, die der Herzog dem französischen König Franz I. als diplomatisches Geschenk zukommen ließ.

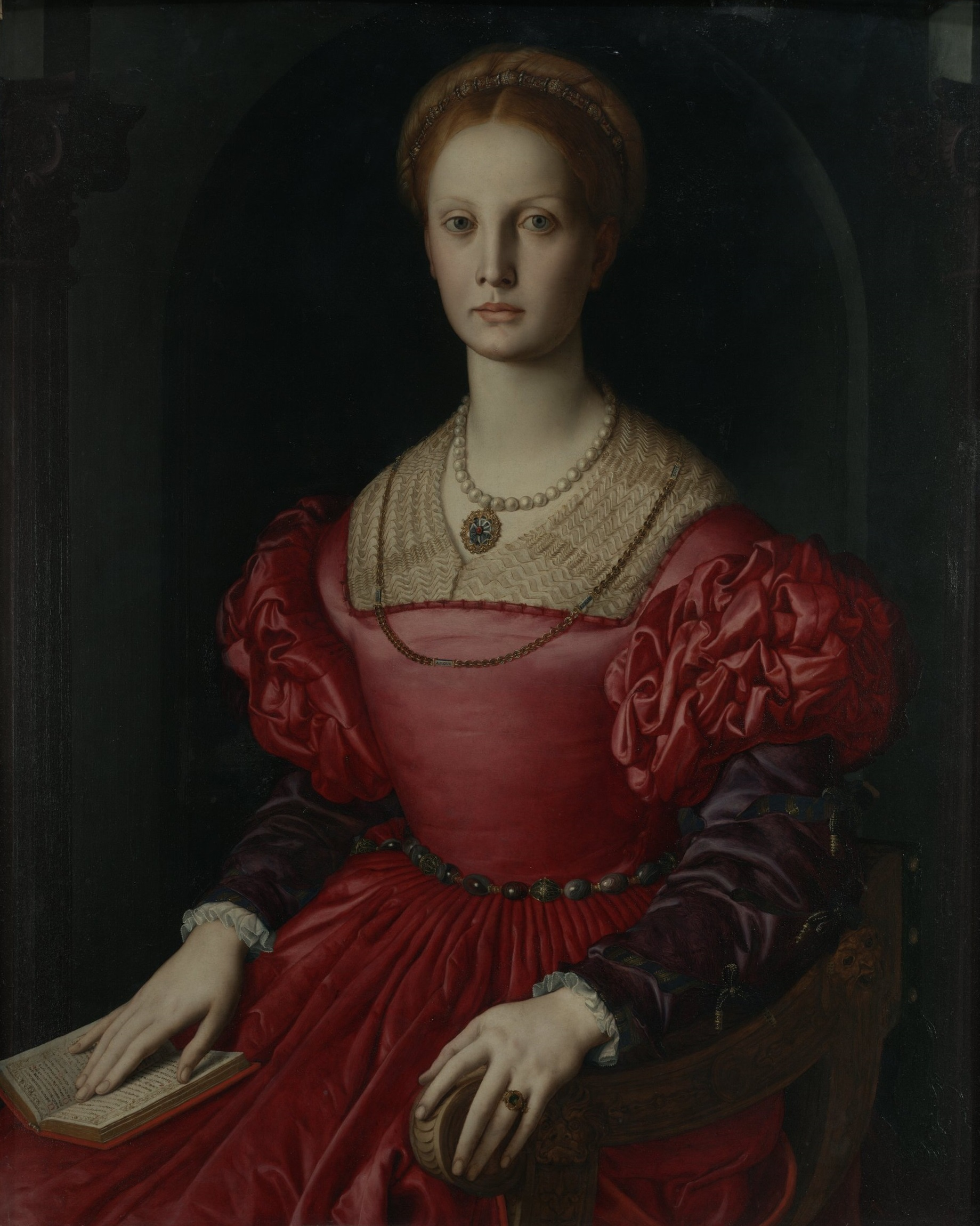
Lucrezia Panciatichi von Agnolo Bronzino (um 1540)

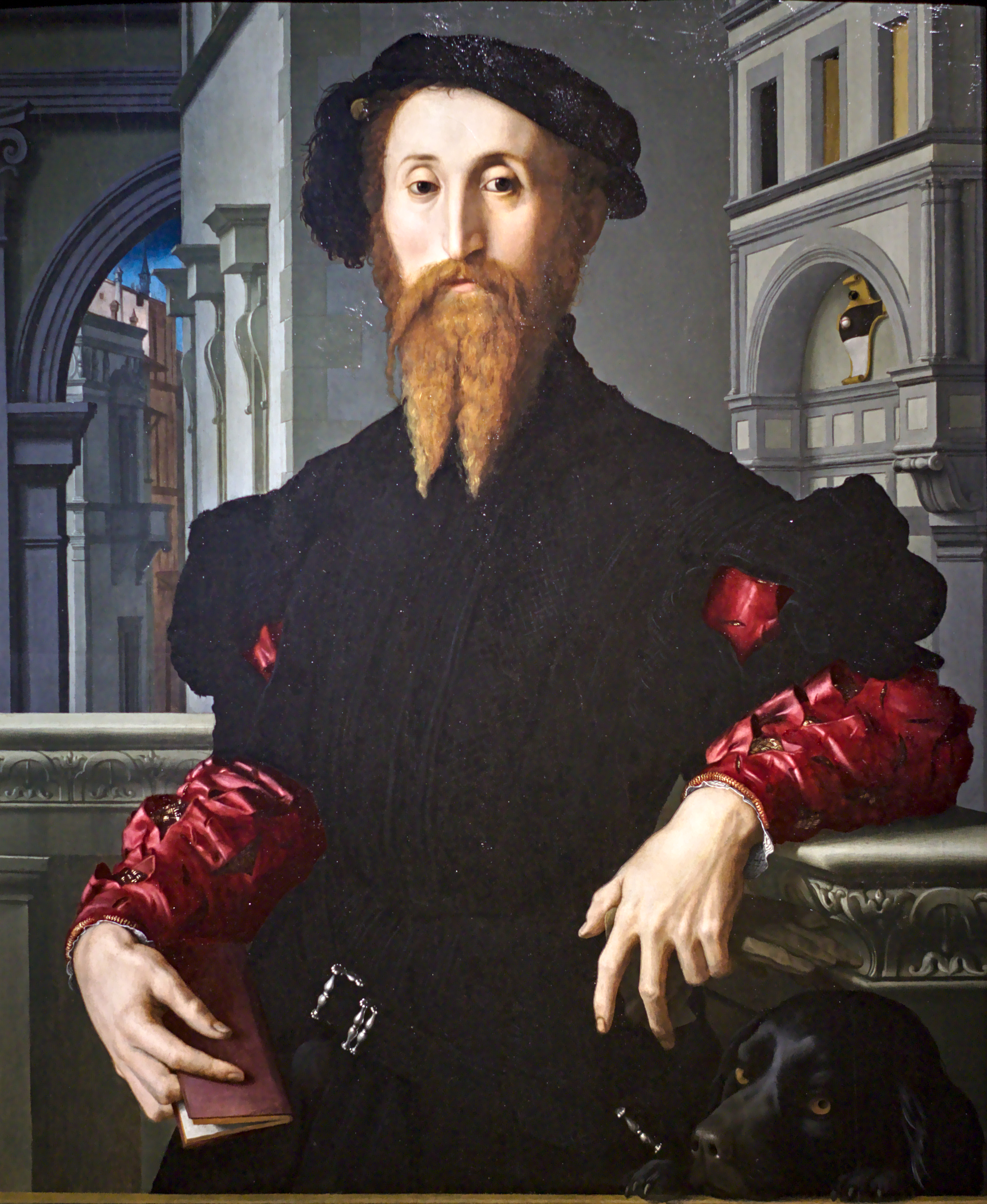
Bartolomeo Panciatichi von Agnolo Bronzino (um 1540)

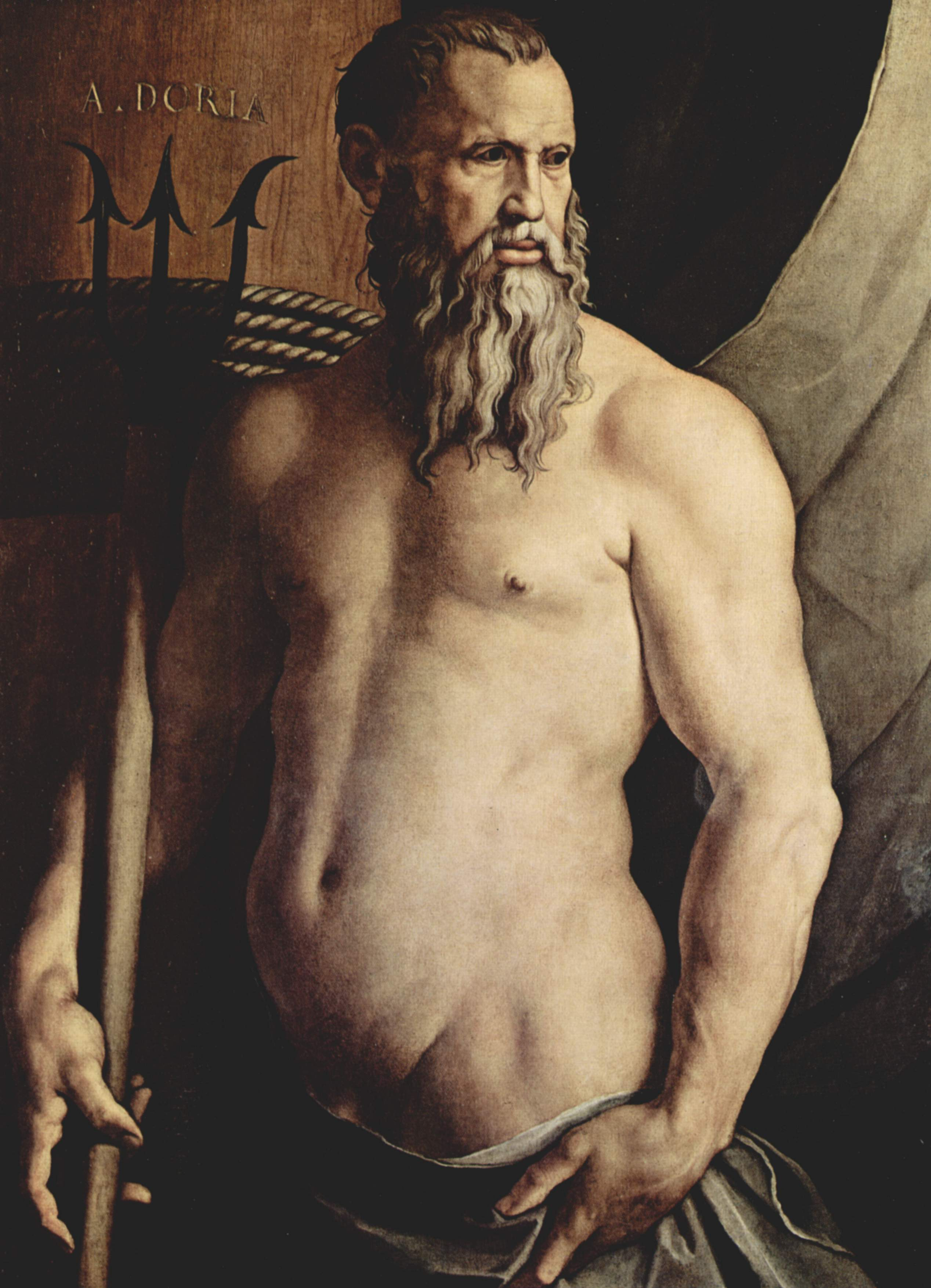
Andrea Doria als Neptun (um 1540–1550)

### Porträts
Bronzino malte für den Herzog eine Reihe von hervorragenden Porträts von Mitgliedern der Medici-Familie, darunter zahlreiche Kinderporträts, sowie von anderen Florentiner Adligen, außerdem von Dichtern, Schriftstellern und Musikern. Von vielen seiner Medici-Porträts existieren (autorisierte) Repliken und Varianten, die in seiner Werkstatt unter Mitwirkung verschiedener Künstler, wie Lorenzo di Bastiano Zucchetti, Giovanni Maria Butteri und vor allem von Alessandro Allori, seinem Schüler und späterem Adoptivsohn, angefertigt wurden. Von einigen seiner Porträts gibt es nur noch Repliken, während die Originalfassungen verschollen sind. Als Beispiele sind zu nennen die Porträts von Cosimo de’ Medici von 1555 (Repliken in Turin und Berlin) oder das Bildnis von 1569 (dem Jahr, in dem ihm der Titel eines Großherzogs verliehen wurde). Wie groß der Anteil Bronzinos an den jeweiligen Bildern ist, ist ein Dauerthema für die Forschung.
Seine Porträts sind in der Regel durch die Darstellung einer Hintergrundarchitektur, die das reale Umfeld des Porträtierten kennzeichnet, sowie durch eine akribisch genaue Wiedergabe von Gegenständen, die die jeweilige Person charakterisieren, bereichert. Es kam ihm weniger auf eine Charakterdarstellung oder psychologische Deutung an als auf eine strenge Erfassung der Individualität sowie eine präzise Beschreibung des jeweiligen sozialen Status. Seine Porträts strahlen Kühle und Distanz aus, ein Eindruck, der hervorgerufen wird durch seine Vorliebe für Lokalfarben, durch deren emailartigen Glanz, mit denen Kleidung, Schmuck und auch die Körperlichkeit seiner Figuren wiedergegeben werden. Die Porträts vermitteln ein informatives – wenn auch idealisiertes – Bild der Protagonisten der Florentiner Aristokratie ab Mitte des 16. Jahrhunderts. Bronzino gab der medialen Selbstdarstellung der Medici und ihrer politischen und kulturellen Propaganda ihre künstlerische Form.

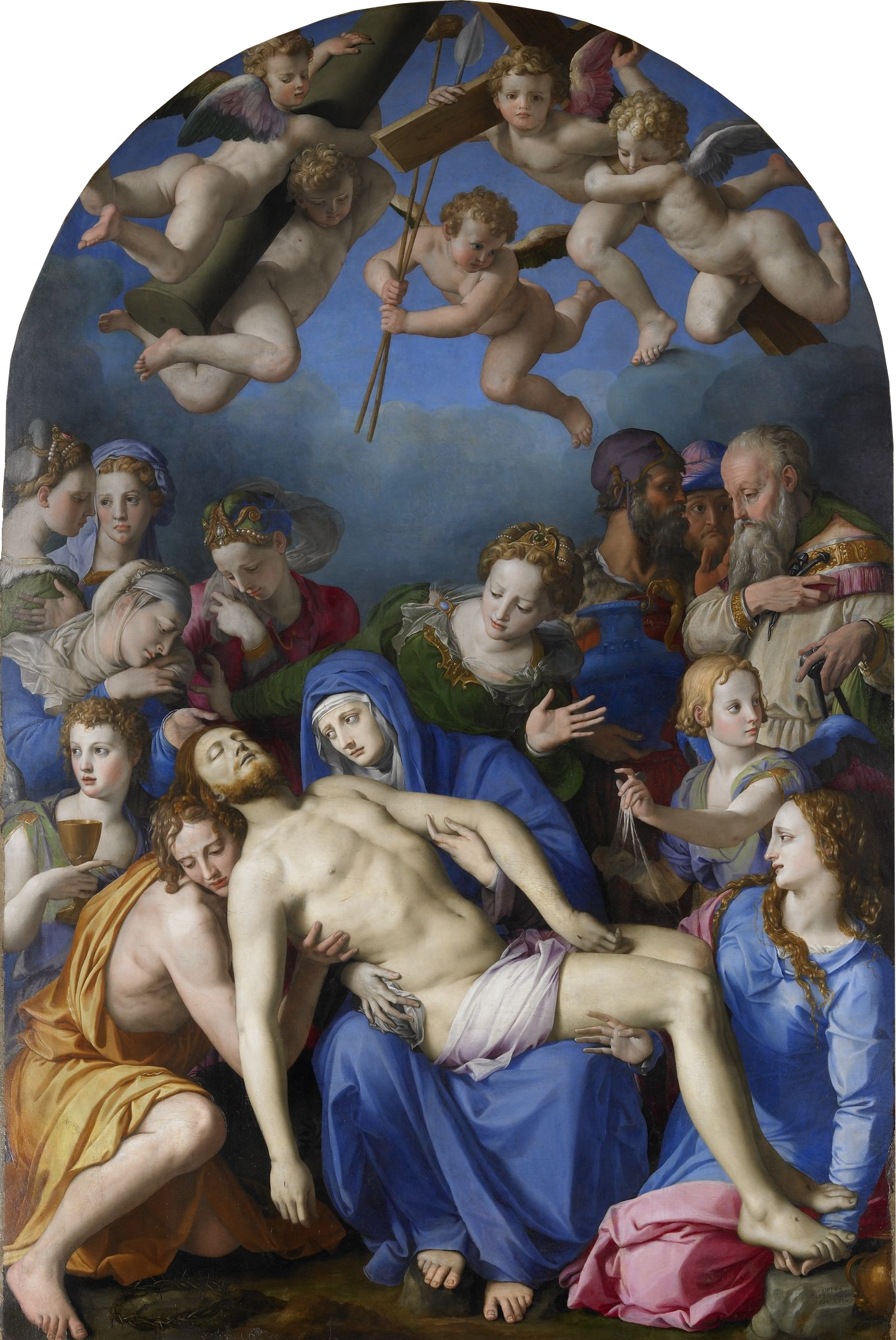
Beweinung des toten Christus (ca. 1540–1545), Besançon

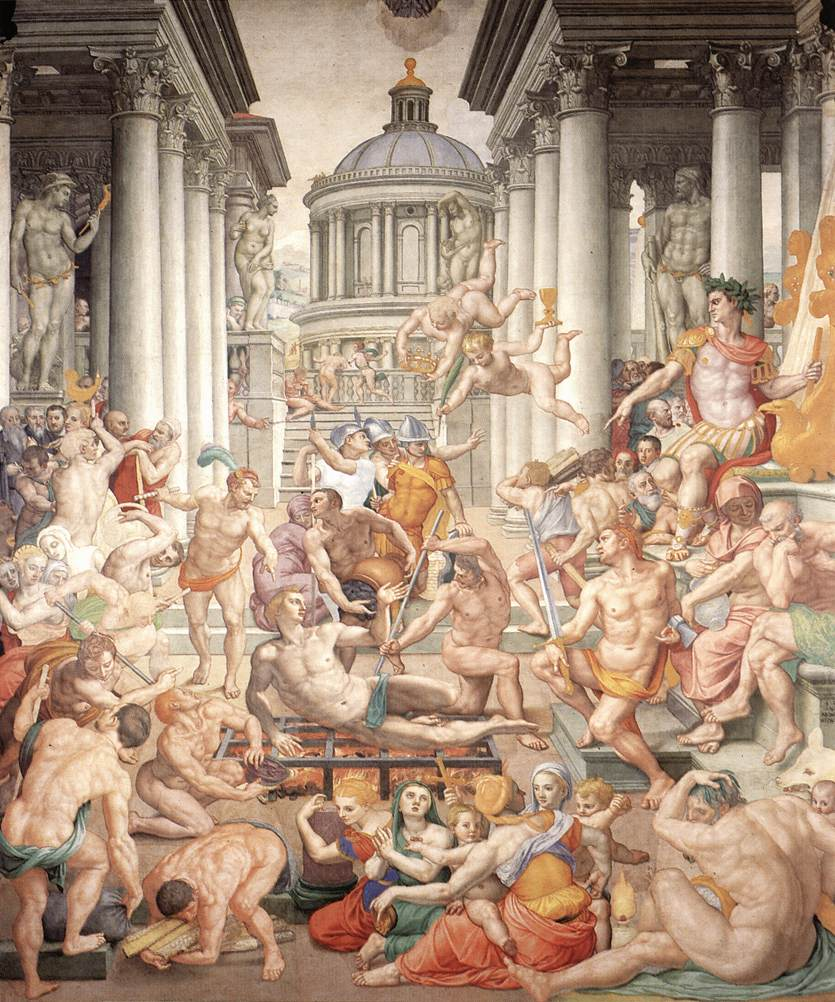
Das Martyrium des hl. Laurentius, Basilica di San Lorenzo, Florenz

### Religiöse Bilder
Bronzino malte während seiner gesamten Laufbahn immer wieder Altarbilder oder Bilder mit religiösem Inhalt, so die frühen Altarbilder und Fresken, die zwischen 1520 und 1530 für Kirchen in Florenz entstanden oder eine Anbetung der Hirten um 1539, Maria mit den Heiligen Elisabeth und Johannes um 1540 und eine Heilige Familie ebenfalls um 1540.
Exemplarisch für den Florentiner Manierismus – mit der Marmorkühle der Figuren, der Brillanz der Farben, dem reichen Gebrauch von kostbarem Material wie z. B. Lapislazuli – ist die Beweinung Christi von 1545. Das Bild, das mehr einem Juwel als einem Altarbild gleicht, war ein diplomatisches Geschenk des Herzogs an den Kardinal Nicolas de Granvelle, den Berater der Margarete von Österreich und Kaiser Karl V. 1552 malte er für die Zanchini-Kapelle in Santa Croce das Bild Christus in der Vorhölle, auf dem er angeblich einige seiner Freunde porträtiert hat.
Eine Reihe von Altarbildern stammt aus den letzten Lebensjahren Bronzinos. In der Folge der Gegenreformation hatten die Vorgaben des Konzils von Trient für religiöse Kunst die Anforderungen an Altarbilder verändert. Bronzino reagierte auf den veränderten Geschmack seiner Auftraggeber und passte sich den neuen Gegebenheiten an. Das Ziel manieristischer Malerei, größtmögliche technische und malerische Virtuosität und formaler Erfindungsreichtum, wurde zu Gunsten einer erzählerischen Klarheit und Eindeutigkeit des Bildes aufgegeben.
Eine seiner letzten großen Aufgaben religiöser Kunst war die Vollendung seines Freskos Martyrium des Heiligen Laurentius in der Kirche San Lorenzo in Florenz. Sein letztes Altarbild Die Erweckung der Tochter des Jairus für Santa Maria Novella in Florenz vollendete er unter Mitwirkung seines Adoptivsohns Alessandro Allori.
1572 wurde Bronzino zum Konsul der Florentiner Akademie der Künste ernannt. Er starb einige Monate später, am 23. November 1572, und wurde in der Kirche San Cristoforo in Florenz begraben.

## Kritik
Giorgio Vasari schreibt über ihn:

„Bronzino war und ist sehr sanftmütig, ein dienstwilliger Freund, angenehm in der Unterhaltung und rechtschaffen in seinem ganzen Tun. Er war freigebig und liebreich in Mitteilung dessen, was er besaß, so sehr als ein edler Künstler gleich ihm es sein kann. Von Gemütsart ruhig, sagte er anderen niemals etwas Beleidigendes und liebte die vorzüglichen Menschen unseres Berufs.“

Demnach vereinigte er in sich alle menschlichen und moralischen Qualitäten, die von einem Künstler seiner Zeit erwartet wurden. Sein Spitzname Bronzino ist möglicherweise eine Anspielung auf einen dunklen Teint oder eine rötliche Haarfarbe.

## Werke (Auswahl)

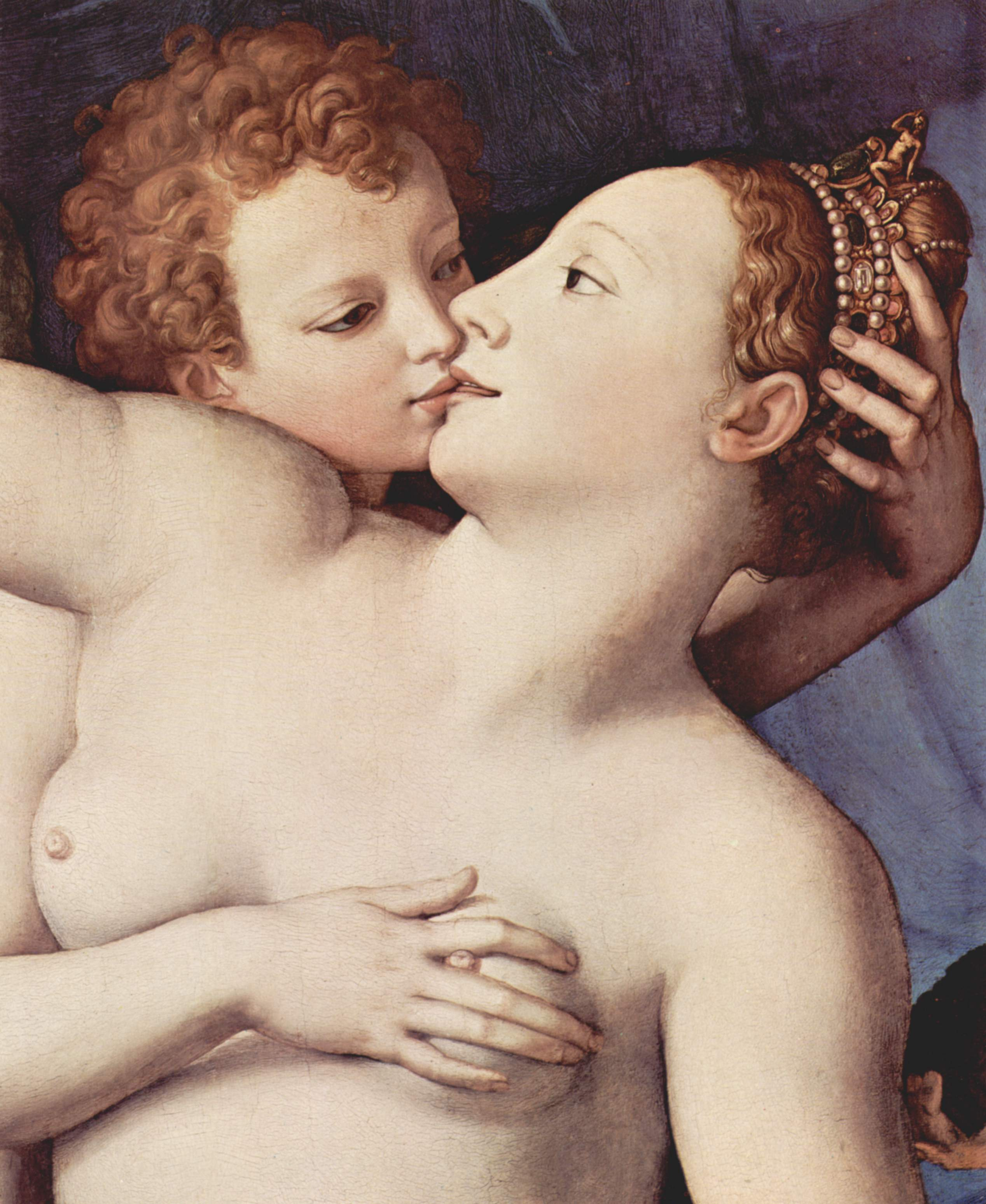
Allegorie der Liebe, Detail, um 1546

- Herzog Guidobaldo von Urbino, um 1530–1532, Florenz, Galleria Pitti
- Bildnis einer Dame im grünen Kleid, um 1530–1532, Windsor Castle, Royal Collection[2]
- Bildnis einer Dame in rotem Kleid, Holz, 90 × 71 cm, um 1533, Frankfurt am Main, Städelsches Kunstinstitut, bisher meist Jacopo Pontormo zugeschrieben.[3]
- Eleonora di Toledo, um 1539, Berlin, Staatliche Gemäldegalerie
- Eleonora di Toledo, 1543, Prag, Nationalgalerie Prag
- Beweinung des toten Christus, um 1540–1545, Besançon, Musée des beaux-arts et d’archéologie
- Andrea Doria als Neptun, um 1540–1550, Mailand, Pinacoteca di Brera
- Porträt eines Mannes, der eine Statuette hält, um 1545, Louvre, Paris
- Lucrezia Panciatichi, um 1545, Florenz, Uffizien
- Bartolomeo Panciatichi, um 1545, Florenz, Uffizien
- Eleonora von Toledo und ihr Sohn Giovanni, um 1545, Florenz, Uffizien
- Jüngling in antiker Tracht, um 1545, Hannover, Niedersächsisches Landesmuseum (PAM 983)
- Cosimo I. de' Medici, 1545–1546, Florenz, Uffizien
- Stefano Colonna, 1546, Rom, Palazzo Barberini
- Allegorie der Liebe, um 1546, London, National Gallery
- Decken- und Wandfresken in der Cappella der Eleonora di Toledo, um 1550, Florenz, Palazzo Vecchio
- Christus in der Vorhölle, 1552, Florenz, Museo dell’Opera di Santa Croce
- Auferweckung der Tochter des Jairus; Dreifaltigkeit, 1571, Fresken in der Cappella Gaddi, Florenz, Santa Maria Novella

## Ausstellungen (Auswahl)
- 2010: The Drawings of Bronzino, Metropolitan Museum, New York
- 2010:Bronzino. Pintore e poeta alle corte dei Medici. Palazzo Strozzi, Florenz